# Leander Perez
Leander Henry Perez Sr. (* 16. Juli 1891 in Dalcour; † 19. März 1969 in Braithwaite) war ein US-amerikanischer Bezirksrichter und -Staatsanwalt sowie Politiker der Demokratischen Partei. Von den 1920er- bis in die frühen 1960er-Jahre dominierte er Politik und Wirtschaft in Louisianas Plaquemines Parish sowie zeitweise auch im St. Bernard Parish und hatte signifikantem Einfluss auf Bundesstaatsebene.
Perez gilt als archetypischer Vertreter des „politischen Boss“ in den Südstaaten. Seine Patronage und Kontrolle politischer Nominierungen war „so absolut wie unter einer modernen amerikanischen Wählerschaft nur vorstellbar“.

## Herkunft, Ausbildung

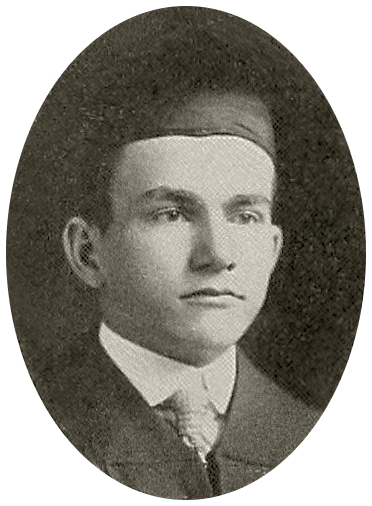
Leander Perez, 1914

Leander Perez wurde am 16. Juli 1891 auf der Plantage Star seiner Familie in Dalcour, südlich von Belle Chasse am östlichen Ufer des Mississippi River, geboren. Seine Eltern Roselius E. Perez und Gertrude Perez (geborene Solis) stammten beide aus katholischen Familien französischer Herkunft. Neben Leander hatten sie 14 weitere Nachkommen, wovon zwei im Kindesalter an Krankheiten verstarben. Auf der Star-Plantage und einem weiteren Betrieb wurden auf zusammen etwa 300 Hektar Reis und Zuckerrohr angebaut, womit die Perez’ zu den wohlhabenden Einwohnern des Plaquemines Parish zählten. In der Familie wurde zu dieser Zeit französisch gesprochen; englisch lernte Leander Perez erst nach seiner Einschulung. Durch die abgelegene Lage der Plantagen, die im Umkreis von mehreren Meilen keine Nachbarn hatten und nur über den Fluss oder Pfade, nicht aber auf einer Straße erreichbar waren, erhielten er und seine Geschwister zunächst Hausunterricht durch eine ältere Schwester, ehe Leander und sein älterer Bruder Roselius Jr. auf ein Internat in New Orleans wechselten.
1906 nahm Perez ein Grundstudium an der Louisiana State University auf, das er nach einer krankheitsbedingten einjährigen Unterbrechung 1912 abschloss. Im Sommer 1912 arbeitete er als Sachbearbeiter für den Bewilligungsausschuss des Repräsentantenhauses von Louisiana. Anschließend absolvierte er ab Herbst 1912 ein Jura-Studium an der Tulane University, wo Allen J. Ellender zu seinen Kommilitonen zählte und derselben Studentenverbindung angehörte. 1914 erlangte Perez seinen Studienabschluss. Er begann daraufhin, in New Orleans und den umliegenden Parishes als Anwalt zu praktizieren. Zu seinen ersten Aufträgen im Plaquemines Parish zählte 1915 die Katalogisierung der Akten des Courthouses in Pointe à la Hache, die bei einem Hurrikan unter Wasser gesetzt wurden.
Seit 1912 war Perez mit Agnes Chalin liiert. Im Mai 1917 heirateten die beiden und bezogen in New Orleans eine Wohnung im Haus von Chalins verwitweter Mutter, wobei Perez jedoch aus politischen Überlegungen seinen offiziellen Wohnsitz in seinem Elternhaus behielt. Das Paar wurde in den folgenden Jahren Eltern von zwei Töchtern und zwei Söhnen. Vier Monate nach seiner Hochzeit wurde Perez während des 1. Weltkriegs zur US-Army eingezogen, nach drei Monaten jedoch ohne Kriegseinsatz ehrenhaft entlassen. 1925 erwarb Perez in Braithwaite im Norden des Plaquemines Parish ein Gutshaus namens Promised Land, das er die nächsten Jahrzehnte mit seiner Familie bewohnte.

## Politische Karriere
1916 ließ sich Leander Perez im Plaquemines Parish als Kandidat für das Repräsentantenhaus von Louisiana aufstellen. Er trat dabei als Reformer gegen den langjährigen Abgeordneten John Dymond Jr. an. Neben dem mächtigen und gut vernetzten Dymond erhielt Perez nur etwa ein Dutzend Stimmen. Seine Bereitschaft, gegen Dymond anzutreten, wurde jedoch unter anderem von John M. Parker, einem politischen Gegner Dymonds, registriert. Als am 4. Dezember 1919 der Richter des Gerichtsbezirks für die Parishes Plaquemines und St. Bernard, Robert Emmet Hingle, durch einen Unfall getötet wurde, bat Gouverneur Ruffin Pleasant seinen Parteifreund Parker, einen Nachfolger vorzuschlagen. Parker nannte Perez, der von Pleasant daraufhin noch 1919 zum Bezirksrichter ernannt wurde. Dymond erhob vor dem obersten Gericht Louisianas Klage gegen die Erhebung, da Perez unter anderem durch seinen de-facto-Wohnort New Orleans die Residenzanforderung an die Richterstelle nicht erfülle. Die Klage wurde mit einer Stimme Mehrheit abgewiesen.
Perez besetzte somit gegen den Widerstand der etablierten politischen Kräfte der beiden Parishes eine Richterposition, die 1920 zusammen mit der Position des Bezirksstaatsanwalts zur Wiederwahl anstand. Überraschenderweise gewann Perez die Wahl gegen den von Dymond unterstützten Kandidaten Nemours H. Nunez zusammen mit Staatsanwaltskandidat Philip R. Livaudais mit knapper Mehrheit. Während Liveaudais in beiden Parishes die Mehrzahl der Stimmen erhielt, erreichte Perez dies nur in St. Bernard. In den folgenden zwei Jahren konkurrierten Dymond und Perez in zahlreichen Bereichen um Einfluss. So unterstützte Perez die lokalen Trapper in einem Rechtsstreit um Jagdpachten gegen die Delaware-Louisiana Fur Company, der zwar in zweiter Instanz zugunsten der Fur Company entschieden wurde, Dymond aber eine signifikante Zahl an Wählerstimmen der Trapper kostete. Als Dymond 1922 die Nominierung für seine Wiederwahl ins Repräsentantenhaus verlor, führte er dies auf die fehlende Unterstützung der Trapper zurück. Im selben Jahr verloren in lokalen Wahlen zahlreiche weitere durch Dymond unterstützte Kandidaten gegen Perez nahestehende Herausforderer.
1924 kandidierte Perez nicht mehr für den Bezirksrichterposten, sondern als Bezirksstaatsanwalt, und gewann diese Wahl ebenfalls. Obwohl er nach 1924 nie mehr als Richter tätig war, blieb die Bezeichnung Judge Perez bis zu seinem Tod eine gängige Anrede. In den folgenden Jahren festigte Perez seine politische Position. Während er dabei neue, einflussreiche Unterstützer wie den von 1924 bis zu seinem Tod 1938 zum Sheriff des St.-Bernard-Parish gewählten reichen Geschäftsmann L. A. Meraux fand, wandte sich sein vormaliger Wahllisten-Partner Livaudais 1923 von Perez ab. Livaudais gelangte zur Ansicht, Perez wolle eine „schlimmere Diktatur“ als sein Vorgänger errichten, und strengte ein Amtsenthebungsverfahren an, das jedoch 1924 abgewiesen wurde.

## Öl-Boom und Delta Development
Perez unterstützte Huey Long ab 1927 in dessen zweiter Bewerbung um den Gouverneursposten von Louisiana. Long gewann die Wahl im April 1928 mit großem Abstand. Im folgenden Jahr stieß Longs Gesetzesentwurf für eine Sondersteuer auf raffiniertes Öl auf großen Widerstand im Repräsentantenhaus, woraufhin zwei Abgeordnete ein Amtsenthebungsverfahren gegen Long anstrebten. Long benannte Perez als einen seiner Verteidiger. Auch wenn das Verfahren nicht die nötige Zahl an Unterstützern im Senat von Louisiana fand und damit nicht verhandelt wurde, blieben Long und Perez bis zu Longs Tod 1935 freundschaftlich verbunden.
Seit den 1920er-Jahren wurden in Louisiana umfangreiche Erdölvorkommen entdeckt und erschlossen. Die Fördermenge verdreifachte sich von 1927 bis 1933 auf über 15 Millionen Barrel pro Jahr. Lokale Schulbehörden durften ab 1922 für ihre Grundstücke Förderlizenzen vergeben. Ab 1928 wurde dies auch den Deichverbänden Louisianas, den levee boards, gestattet, die umfangreiche Sumpf- und Marschlandflächen besaßen. 1932 schlug Perez eine Änderung der Verfassung des Bundesstaats Louisiana vor, wonach Parishverwaltungen die Schulden lokaler Einrichtungen wie levee boards übernehmen und bis zur Begleichung dieser Verpflichtungen die Einnahmen dieser Einrichtungen erhalten könnten. Mit maßgeblicher Unterstützung von Huey Long beschloss die Legislative diese Änderung.
Auf Anweisung von Perez übernahmen die Parishverwaltungen von St. Bernard und Plaquemines daraufhin die Schulden der Grand-Prairie- und Buras-Levee-Boards, und damit deren Verwaltung. 1936 bzw. 1938 vergaben die beiden Levee Boards die Förderlizenzen für nahezu alle ihre Grundstücke zu günstigen Konditionen an die Delta Development Corporation, die sie mit großen Aufschlägen an Humble Oil, Gulf Oil und andere Unternehmen vermittelte. Die dazu in Delaware registrierte Gesellschaft Delta Development wurde von Bekannten Perez’ geführt und engagierte Leander Perez als Berater und Rechtsbeistand. Er konnte auf diesem Weg einen Großteil der Firmengewinne zu seinen Gunsten abrechnen. So betrug sein Staatsgehalt im Jahr 1939 6.000 US-Dollar, während er im selben Jahr über 200.000 US-Dollar (nach Kaufkraft 2023 über vier Millionen US-Dollar) von Delta Development als Anwaltssalär und Dividenden erhielt.
Humble Oil und Gulf Oil nahmen die Förderung von Öl, Gas und Schwefel auf. Obwohl prozentual nur ein geringer Anteil der Öleinnahmen bei den Parishes landete, stand vor allem im Plaquemines Parish in den 1930er- und 1940er-Jahren ein Vielfaches der Mittel der vorangegangenen Jahrzehnte zur Verfügung. Diese wurden unter anderem für den Bau der bislang außerorts kaum vorhandenen Straßen und die Errichtung von Schulen verwendet. Dadurch entstehende Arbeitsstellen wurden mit Perez-Unterstützern besetzt. Zugleich wurden durch die Parishes erhobene Steuern gesenkt, Fährverbindungen über den Mississippi kostenlos angeboten und Stipendien vergeben.

## Konsolidierung der politischen Macht
Die Verbindungen von Leander Perez mit der Ölindustrie waren ein offenes Geheimnis und damit Kritikpunkt seiner politischen Gegner. So verwies beispielsweise James H. Morrison in seinem (erfolglosen) Gouverneurswahlkampf mehrmals auf Perez’ massive Gewinne. Auch der anstelle von Morrison gewählte Gouverneur Sam H. Jones stand in Opposition zu Perez, konnte aber einen von ihm favorisierten Nachfolger des 1943 verstorbenen Sheriffs des Plaquemines Parish nur mit Unterstützung der Nationalgarde einsetzen. Ein von ihm eingesetzter Ausschuss zur Untersuchung von Perez’ Ölgeschäften wurde durch Unterstützer von Perez aufgrund einer Formalie als verfassungswidrig blockiert. Auch eine 1951 durch Hale Boggs angestoßene Steuerprüfung durch den IRS unterband Perez’ Geschäfte nicht: Obwohl der IRS Millioneneinnahmen bestätigte und diese als devious (arglistig) bezeichnete, konnte kein Gesetzesverstoß festgestellt werden.
Aus den periodischen Wahlen zum Bezirksstaatsanwalt ging Perez jeweils als Sieger hervor; ebenso wurden andere entscheidende Wahlen in den St. Bernard und Plaquemines Parishes in seinem Sinn entschieden. Mehrmals wurden die Ergebnisse dabei offensichtlich manipuliert. So erzielte Huey Long bei der US-Senatswahl 1930 im St. Bernard Parish 3.977 Stimmen bei neun Gegenstimmen und nur 2.454 registrierten Wählern.

## Offshore-Förderrechte
Ende der 1930er-Jahre begann die Erschließung von Ölvorkommen vor der Küste Louisianas mittels Offshorebauwerken. Der Bundesstaat Louisiana beanspruchte, Förderrechte innerhalb einer 27-Seemeilen-Zone vor der Küste zu vergeben. Die Bundesregierung tolerierte dies zunächst. Als aber 1945 unter Präsident Harry S. Truman ein Vorläufer der ausschließlichen Wirtschaftszone bis zum Kontinentalschelf (200 Seemeilen) definiert wurde, wechselte das Recht zur Vergabe von Förderlizenzen zum Innenministerium des Bundes. Dies löste Proteste mehrerer Bundesstaaten aus, darunter federführend Louisiana. Die Bundesregierung klagte zuerst gegen den Bundesstaat Kalifornien, um ihr Recht durchzusetzen, und gewann 1947 vor dem Obersten Gerichtshof. Auch gegen Louisiana wurde in erster Instanz Anklage erhoben. Im Herbst 1948 legte der von Truman dazu autorisierte Sam Rayburn dem Vize-Gouverneur Bill Dodd und dem Kongressabgeordneten Bolivar E. Kemp nach Washington, D.C., eine Art Vergleichsangebot vor. Es umfasste unter anderem das Zugeständnis, den Bundesstaat mit zwei Dritteln der Einnahmen innerhalb einer Drei-Seemeilen-Zone vor der Küste Louisianas und 37,5 % außerhalb dieser Zone zu beteiligen.
Das unerwartet großzügige Angebot wurde von der Bundesstaatsregierung um Gouverneur Earl Long überwiegend wohlwollend aufgenommen. Leander Perez empfahl hingegen vehement, es als unzureichend abzuweisen. Er knüpfte seine Unterstützung der Kandidatur von Russell B. Long für den Senat der Vereinigten Staaten an die Ablehnung von Rayburns Angebot. Long lehnte das Angebot daher ab, woraufhin die Bundesregierung ein Verfahren gegen Louisiana (und Texas) anstrengte und dies 1950 vor dem Obersten Gerichtshof für sich entschied. Die entgangenen Einnahmen für den Bundesstaat Louisiana wurden allein für den Zeitraum bis 1986 auf etwa 100 Milliarden US-Dollar geschätzt.

## Verfechter der Rassentrennung
Ab den späten 1940er-Jahren trat Perez zunehmend öffentlich und als Geldgeber für die Beibehaltung der Rassentrennung ein. Er zählte zu den prominenten Unterstützern der States’ Rights Democratic Party, einer Abspaltung aus der Demokratischen Partei in den Südstaaten, und ihres Kandidaten für die Präsidentschaftswahl 1948, Strom Thurmond. 
Mitte der 1950er-Jahre war Perez maßgeblich an der Gründung des White Citizens Councils in Louisiana beteiligt, dessen Führung er neben William Rainach und Joe Waggonner angehörte. Am 16. Juli 1956 wurde durch die Louisiana State Legislature auf „massiven Druck des White Citizens Councils“ eine Ergänzung der Verfassung von Louisiana verabschiedet, welche die Rassentrennung in nahezu jedem Aspekt des öffentlichen Lebens festschrieb. Explizit benannt wurden „Tanz, gesellschaftliche Veranstaltungen, Unterhaltung, Sporttraining, -Spiele und -Wettbewerbe“.
Verstärkt durch die Gerichtsentscheidung im Fall Brown v. Board of Education, die 1954 die Rassentrennung in Schulen als (bundes-)verfassungswidrig benannte, trat Perez insbesondere für „weiße“ Schulen ein. Nachdem die öffentlichen Schulen im Plaquemines Parish schließlich auf richterliche Anordnung die Rassentrennung aufheben mussten, öffnete nur 16 Tage später die erste Privatschule, die faktisch nur weiße Schüler aufnahm. Weitere ähnliche Schulen wurden innerhalb kurzer Zeit sowohl in den Parishes Plaquemines und St. Bernard als auch beispielsweise in New Orleans eingerichtet. Armen weißen Schülern wurden die Schulgebühren durch Leander Perez zeitweise erstattet.
Das energische Eintreten Perez’ für die Rassentrennung wurde vielfach kritisiert. Einer der deutlichsten Schritte war die Exkommunikation von Leander Perez aus der katholischen Kirche auf Initiative von New Orleans’ Erzbischof Joseph Rummel am 16. April 1962, nachdem Perez die Entscheidung des Erzbistums New Orleans zur Aufhebung der Rassentrennung in ihren Schulen mit einem Boycottaufruf beantwortet hatte. Die Exkommunikation wurde 1968 auf Vermittlung von James Eastland aufgehoben.

## Nachfolge
1961 trat Leander Perez von seinem Posten als Bezirksstaatsanwalt zurück und übernahm die Leitung des Parish Commission Council, eines Exekutivorgans im Plaquemines Parish. Seine Nachfolge als Bezirksstaatsanwalt trat sein Sohn, Leander Lea Perez Jr., an, wobei sich Perez Senior die Position eines assistant district attorney vorbehielt. Im November 1967 gab Perez auch die Führung des Parish Commission Councils ab, die durch seinen zweiten Sohn, Chalin Perez, fortgeführt wurde.
Perez’ Frau Agnes verstarb im Februar 1967. Im Januar 1969 erlitt Leander Perez einen Herzinfarkt, von dem er sich zunächst erholte, ehe er am 19. März 1969 an einem zweiten Infarkt verstarb.